# Pío Ballesteros Álava
Pío Ballesteros Álava (Saragossa, 15 d'agost de 1882 - 6 de novembre de 1952) fou un jurista i polític aragonès, acadèmic de la Reial Acadèmia de Ciències Morals i Polítiques.
El 1913 va publicar en col·laboració amb l'historiador Antonio Ballesteros Beretta Historia de España y su influencia en la historia universal. Políticament era seguidor d'Antoni Maura i Montaner i durant els anys 1920 fou Director General de Registres i Notariat, raó per la qual durant la dictadura de Primo de Rivera fou nomenat membre de l'Assemblea Nacional Consultiva. El 1949 fou escollit membre de la Reial Acadèmia de Ciències Morals i Polítiques.

## Obres
- La Hacienda Pública y las depresiones cíclicas (1951), ISBN 978-84-7296-032-9